# 鮑喜順

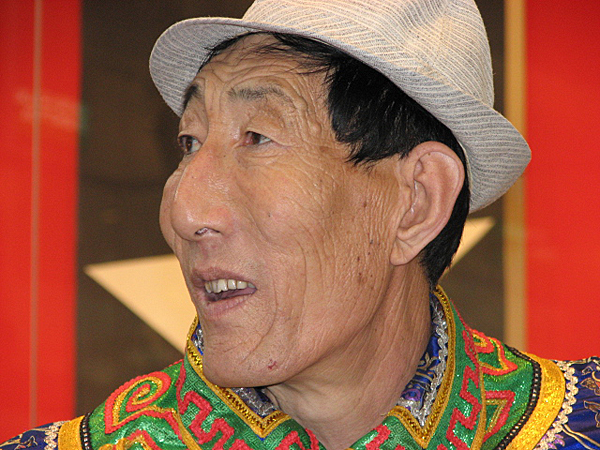
鮑喜順（2006年撮影）

鮑 喜順（ほう・きじゅん、バオ・シシュン、Bao Xishun、1951年- ）は中華人民共和国の身長236センチメートルの人物。モンゴル族ボルジギン氏。2006年から2010年にトルコのスルタン・キョセンにタイトルを奪われるまで世界一背の高い人物として記録されていた。2007年に身長257センチメートルのレオニード・スタドニクにタイトルを奪われるが、2008年にスタドニクがギネスブックの身長に関する認定ルール（2008年改正版）を拒否したため、世界一背の高い人物に返り咲いた。

## 来歴
中国内モンゴル自治区オンニュド旗出身。6人兄弟の長男として生まれる。父母と5人の兄弟姉妹はいずれも普通の身長である。
生まれてから15歳頃までは他の子供とは身長の差は無かったが16歳を過ぎてから急成長し、23歳の頃には現在の身長と同じ236cmに達し、体重は165kg、両脚の長さは1.5m、足の大きさは38センチになった。
中国人民解放軍に兵役入隊して軍のバスケットボールチームに所属するも、高すぎる身長のせいで3年で退役となった。
初めは巨人症の可能性があるとして中国医科大学付属第二病院で検査したが巨人症でないと診断され、全身を検査しても何ら異常は見られなかった（心肺機能や脳下垂体分泌はいずれも正常であることが判明した）。専門家は彼の身長は自然の成長によるものとしている。
2006年1月17日にイギリスのギネスに『健康で自然に成長した世界で最も背の高い人』として登録され、ギネス本部の職員より、北京にてギネス世界記録証明書を授与された。
2007年3月28日には、年齢が自分の半分ほどの夏淑娟と結婚。挙式は2007年7月12日、チンギスハーンの忌日でもあったため、内モンゴルの成吉思汗陵特別観光区で行われ、同じ内モンゴル出身で世界一背が低い成人である何平平も挙式で祝福した。2008年10月2日には、男児が誕生した。

## エピソード
滑り止めマットのゴムの塊を飲み込み瀕死の状態のイルカ2頭の口に手を入れ、胃の中から塊を取り出してイルカを助けたことがある。
特技は腕相撲で、今まで誰にも負けたことが無いという。日本のテレビの企画で、同じく腕相撲が特技だという、身長242cmの張俊才と対決した際にも勝利した。

## 注
1. ↑  “World's tallest man longs to live a normal and happy life” (英語). 中国日报. (2006年8月11日) 2016年5月26日閲覧。